# Danival
Danival (Vespasiano, Brasil; 5 de noviembre de 1952) es un exfutbolista de Brasil que jugaba en la posición de centrocampista.

## Carrera

### Club
| Periodo   | Club                     |
| --------- | ------------------------ |
| 1971–1979 | Atlético Mineiro         |
| 1972      | → Nacional (cedido)      |
| 1979–1980 | Vila Nova FC             |
| 1981      | Portuguesa               |
| 1982      | Sport Recife             |
| 1983      | Santa Cruz FC            |
| 1983      | Atlético Goianiense      |
| 1984      | Vila Nova FC             |
| 1984      | Catuense Futebol         |
| 1985      | EC Ferroviário           |
| 1986      | CN Marcílio Dias         |
| 1987      | Nacional-SP              |
| 1987–1990 | EC Ferroviário           |
| 1989      | → Santa Cruz-RS (cedido) |

### Selección nacional
Jugó para Brasil en cuatro partidos de la Copa América 1975 donde anotó tres goles.
| No | Fecha                | Sede                                                      | Rival     | Marcador | Resultado | Torneo            |
| -- | -------------------- | --------------------------------------------------------- | --------- | -------- | --------- | ----------------- |
| 1. | 31 de julio de 1975  | Estadio Olímpico, Caracas, Venezuela                      | Venezuela | 2–0      | 4–0       | Copa América 1975 |
| 2. | 13 de agosto de 1975 | Mineirão, Belo Horizonte, Brasil                          | Venezuela | 3–0      | 6–0       | Copa América 1975 |
| 3. | 16 de agosto de 1975 | Estadio Gigante de Arroyito, Rosario, Santa Fe, Argentina | Argentina | 1–0      | 1–0       | Copa América 1975 |

## Logros
- Campeonato Amazonense (1): 1972
- Campeonato Mineiro (2): 1976, 1978
- Campeonato Goiano (3): 1978, 1979, 1980
- Campeonato Pernambucano (2): 1982, 1983